# 우루크 기
우루크 기(기원전 4000년~3100년)는 선사시대, 금석병용시대에서 초기 청동기시대에 걸친 메소포타미아 지방의 역사의 한 부분으로, 시기적으로는 우바이드 기(期) 다음이다.
이름은 도시의 이름인 우루크에서 따왔으며, 이 시기에 기초적인 도시생활이 시작되었고, 그 뒤를 이어 수메르 문명이 발달하게 된다.
우르크 기 후반(기원전 34세기~32세기)에는 점차적으로 설형문자가 등장하기 시작하며, 초기 청동기 시대가 시작된다.
이들 초기 도시국가들에서 (비록 사회 계층화 현상은 초기 왕조 시대가 시작될 때까지는 뚜렷이 나타나지 않지만) 정부 조직이 갖쳐지려는 많은 징조를 보이고 있다. 한 예로 한번 쓰고 버리기 위해 값이 싸고 대량으로 생산된 빗살 무늬 접시들이 많이 발견되는데, 이것들은 대규모 공사를 위해서 멀리 떨어진 공사현장으로 나갈 때에 사용되고 버려졌다.
우루크 기 말에 도시들은 최대 30만평(250 에이커) 규모까지 성장하였고, 인구는 1~2만 명 정도였다.

## 같이 보기
- 수메르
- 우루크
- 우바이드